# Clymer (Nowy Jork)
Clymer – miasto w Stanach Zjednoczonych, w stanie Nowy Jork, w hrabstwie Chautauqua.